# Mausoleo de Sidi Qasim el-Jelizi

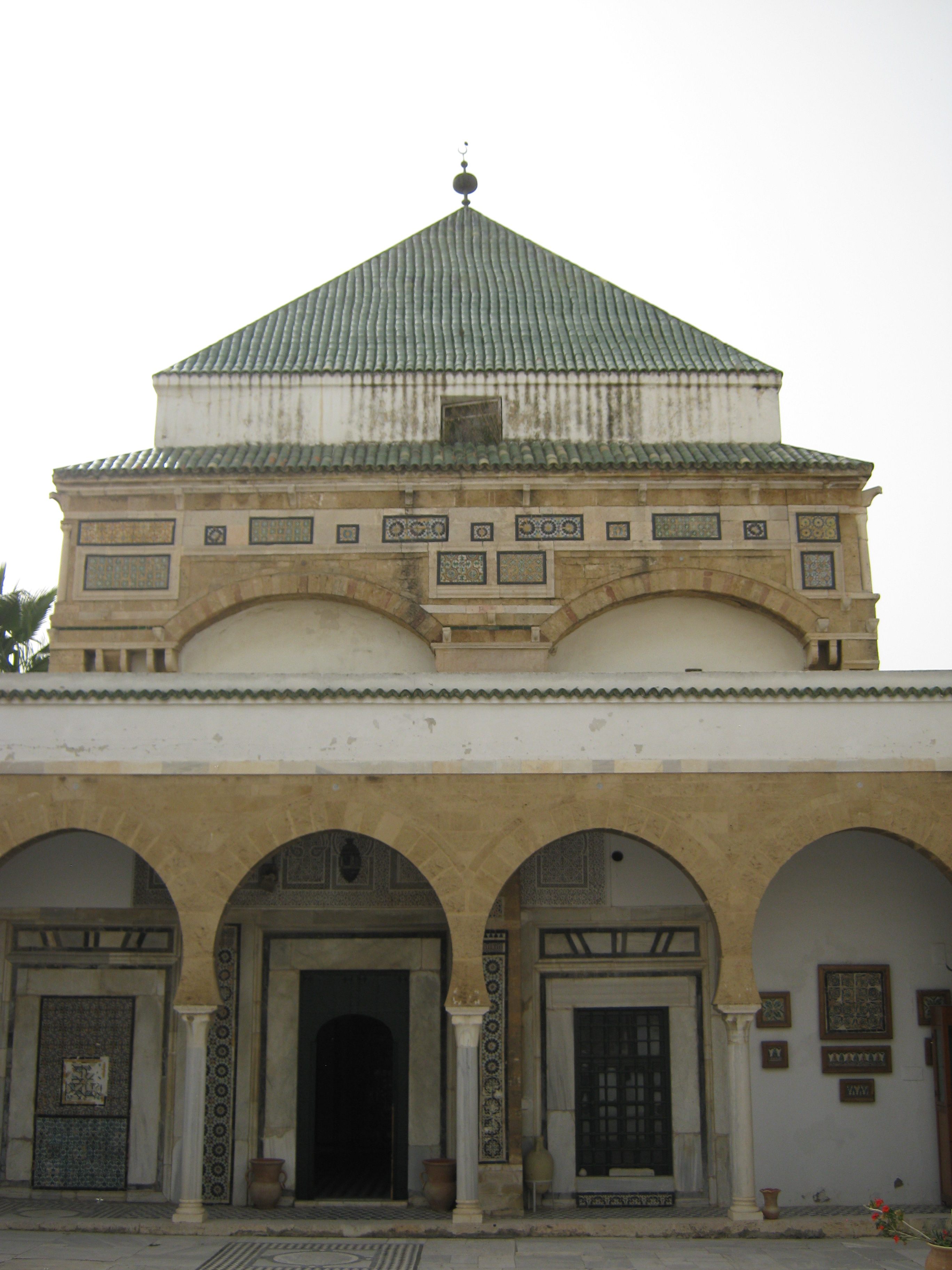
Fachada del mausoleo de Sidi Qasim el-Jelizi.

El mausoleo de Sidi Qasim el-Jelizi (en árabe: المركز الوطني للخزف الفني‎, también, de Sidi Kacem El Jellizi) es una zawiya situada en el extremo occidental de la medina (barrio) de la ciudad de Túnez. 

## Historia

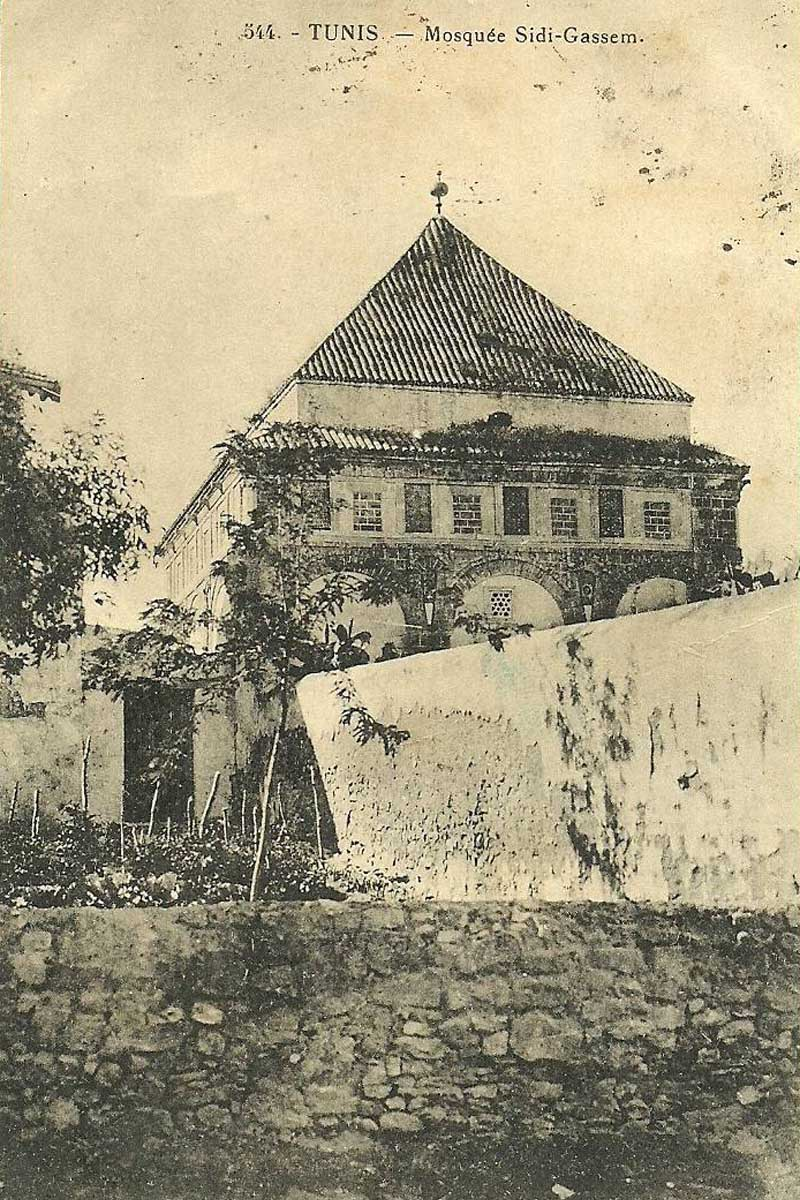
Vista del mausoleo en 1890.

Construida durante la segunda mitad del siglo XV sobre una colina desde la que se otea la alcazaba de la ciudad de Túnez, fue la vivienda de Sidi Qasim el-Jelizi, un santo tunecino nacido en el seno de una familia de emigrantes andaluces que vivieron en Fez antes de establecerse en la Ifriqiya hafsí. Apodado jellizi en referencia a su oficio de artesano de zellige que desempeñó con una gran habilidad, fue conocido por su piedad, benevolencia y generosidad. El edificio sirvió de refugio para viajeros y comerciantes, así como refugiados andaluces tras la toma de Granada en 1492, lo que le ganó una mayor consideración por parte de los líderes hafsíes y la veneración de la población. Tras su muerte en 1496, fue enterrado en el edificio, que había decorado él mismo o bien sus discípulos espirituales y artísticos.
Posteriormente, la zawiya fue ampliada dos veces: primero, en el siglo XVII con la adición de un patio rodeado de habitaciones; y después, en el siglo XVIII, con la construcción de una habitación de rezos bajo el reinado de Al-Husayn I ibn Ali.

## Arquitectura
El monumento tiene una cúpula piramidal revestida de azulejos verdes y cubierta en su interior por un techo de madera esculpida. El acceso al edificio es a través de una puerta de doble hoja rematado por un dintel con claves finamente trabajadas. El interior está dividido en dos partes: una alberga la sepultura del santo y la otra las de los sultanes hafsíes. La fachada principal está cubierta parcialmente por fayenza, de la que una parte es típica de Andalucía y Marruecos.
El patio se caracteriza por su pavimentado de mármol blanco incrustado con mármol negro. Está enmarcado por pórticos cada uno de los cuales comporta cinco arcos rotos sobrepasados de piedra emparejada con gres ocre. Los arcos se apoyan sobre columnas de mármol blanco con capiteles hafsíes o hispanomoriscos. La habitación de rezos, de tipo hipóstilo, se encuentra dividida en tres naves paralelas al muro de la alquibla. El edificio en su conjunto, incluidas la zawiya y sus dependencias, cubre un área total de casi 2700 m².

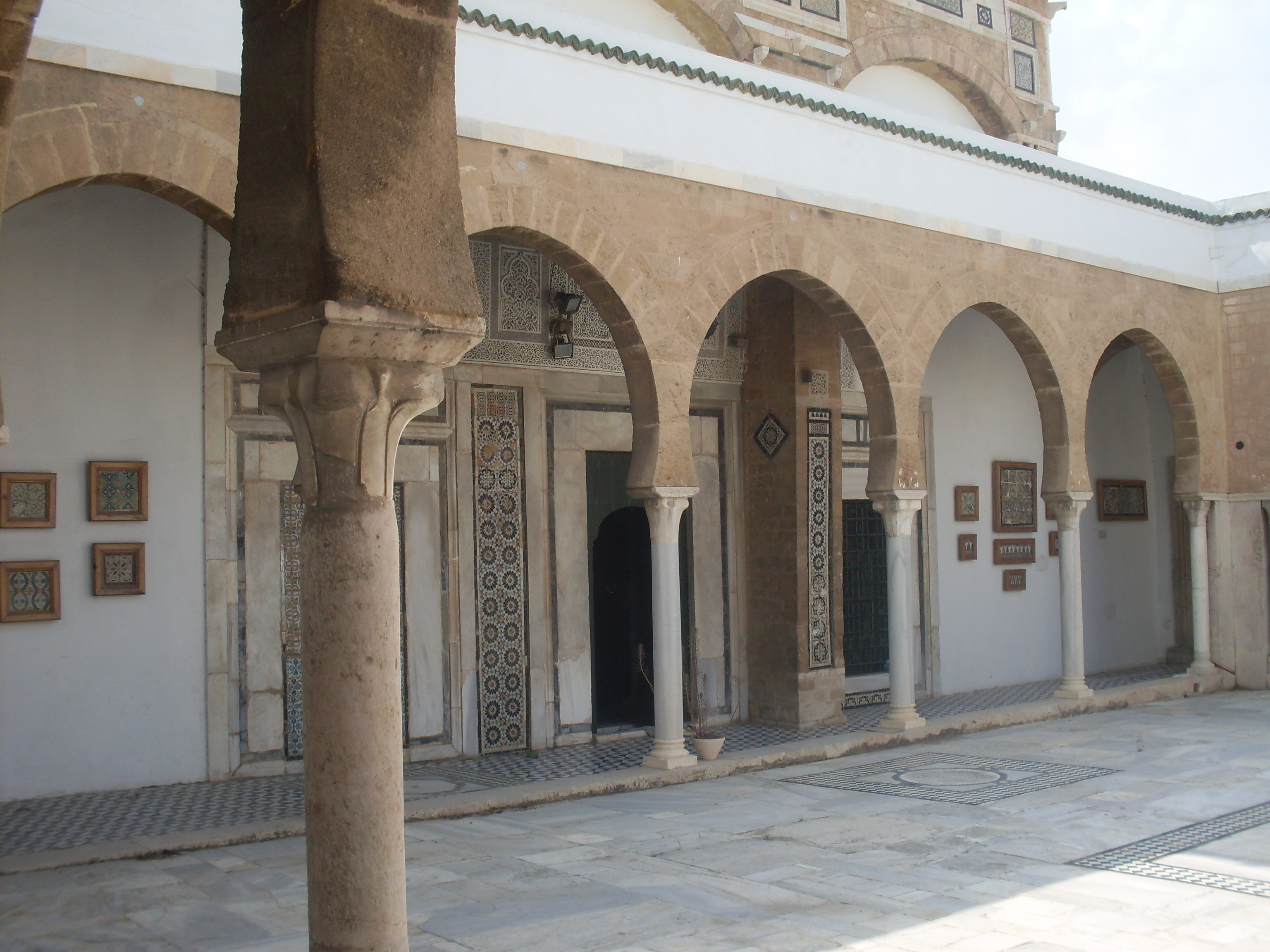
Patio del mausoleo
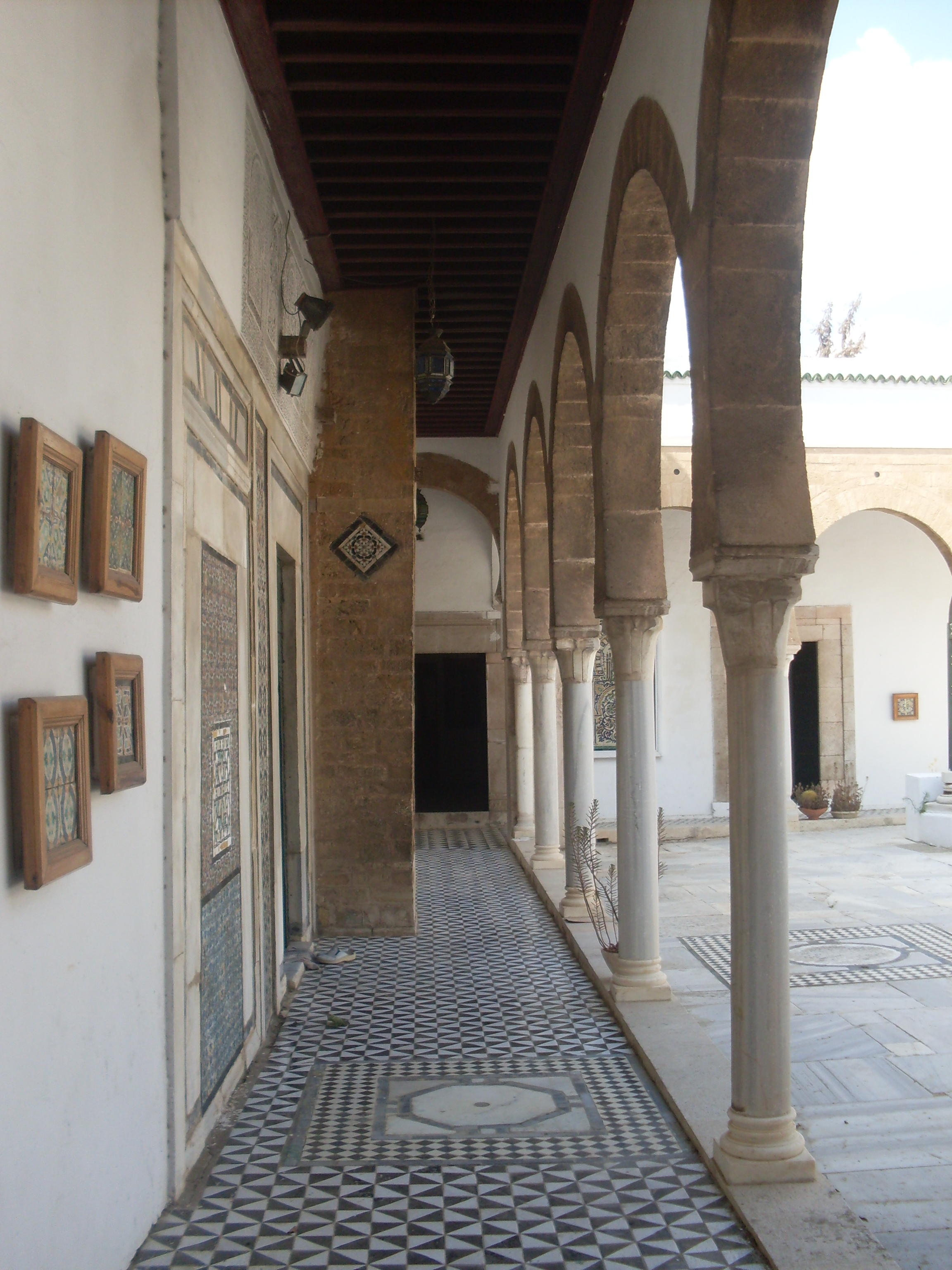
Vista de uno de los pórticos del patio
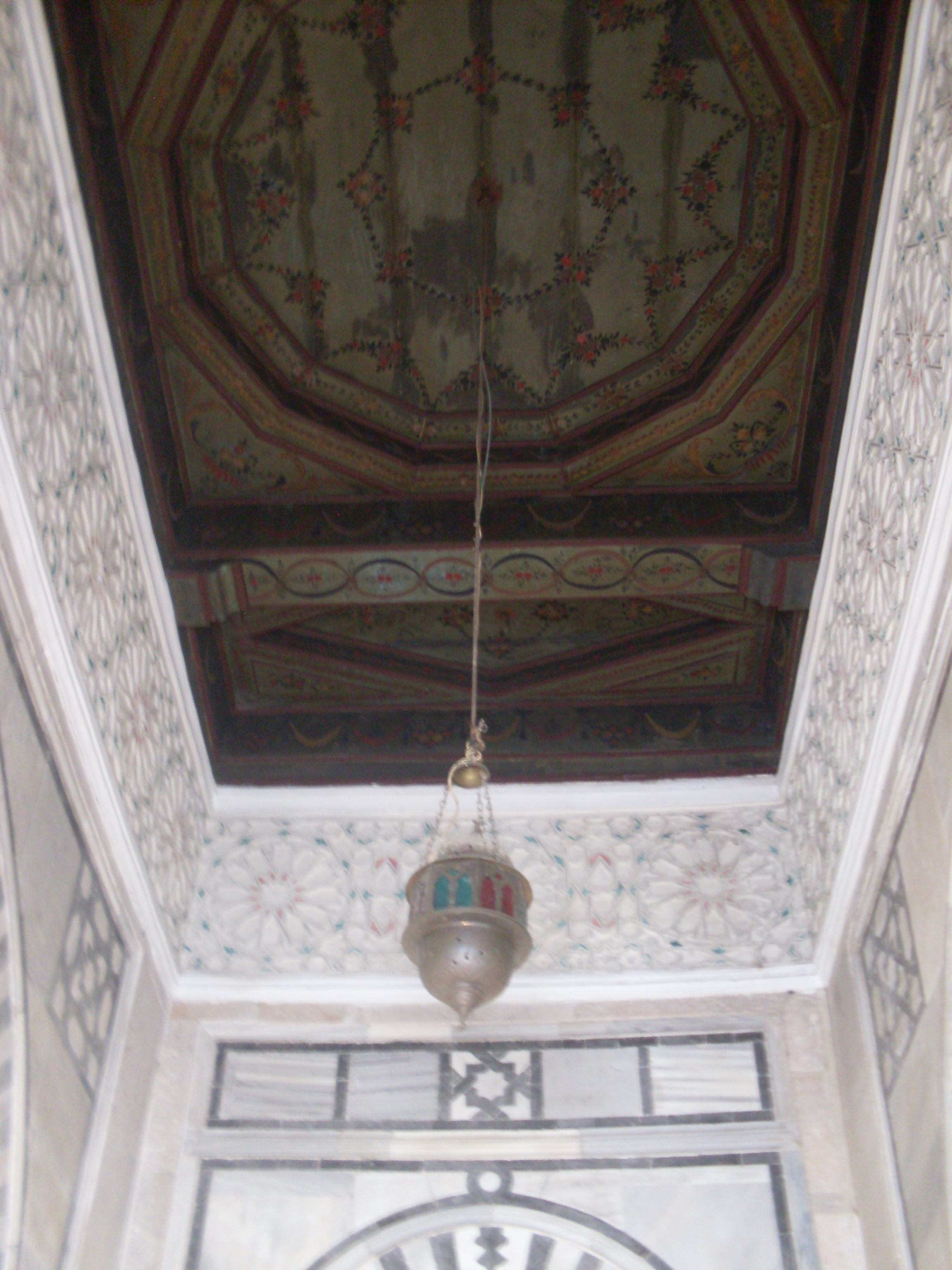
Techo de madera pintada
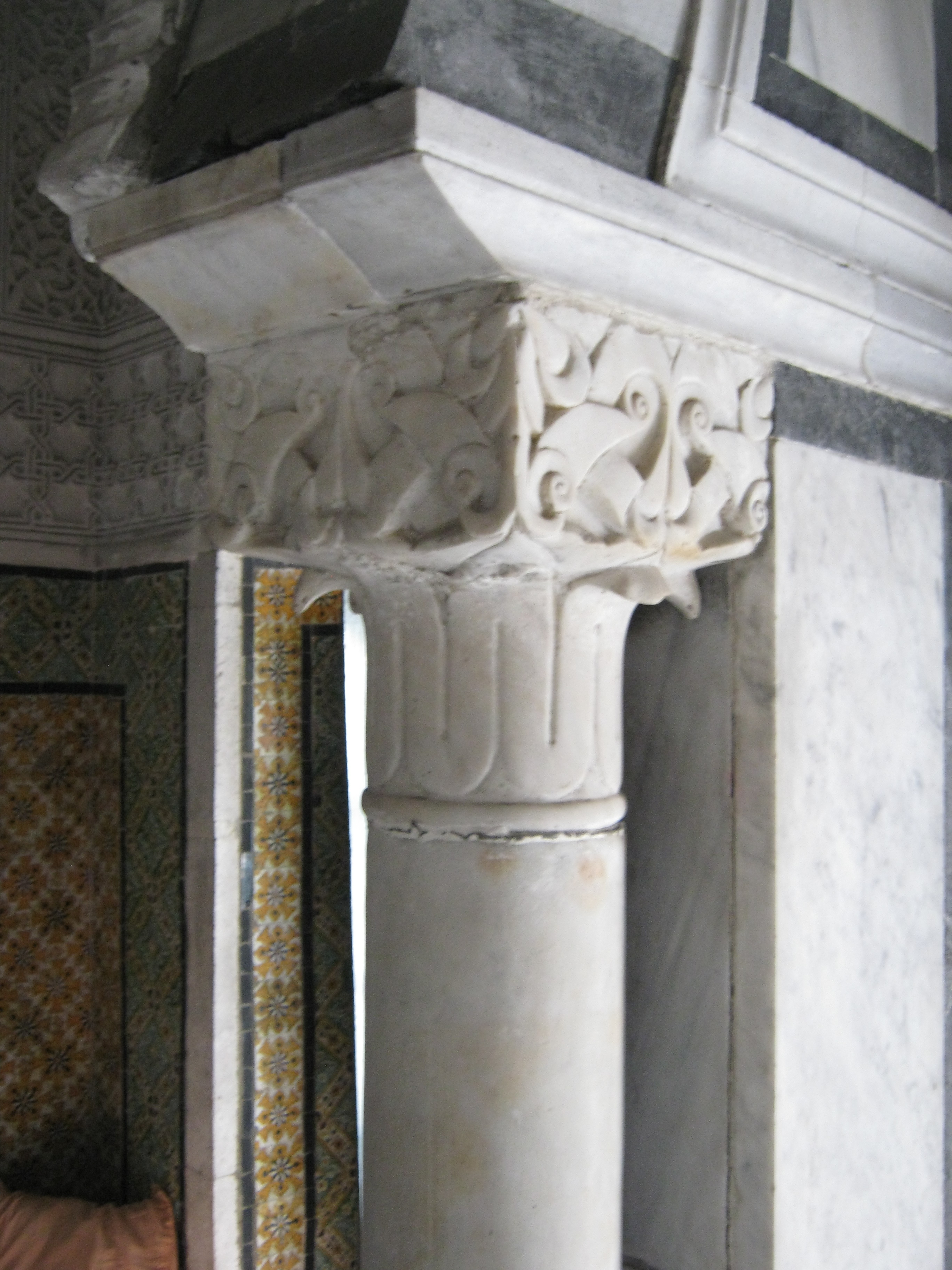
Decoración de los capiteles
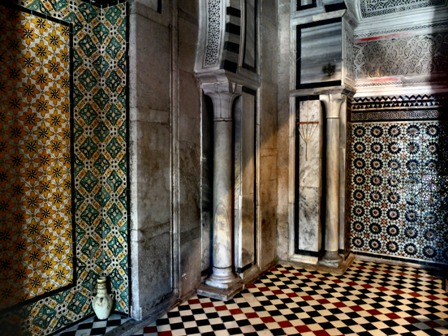
Fayenza del mausoleo
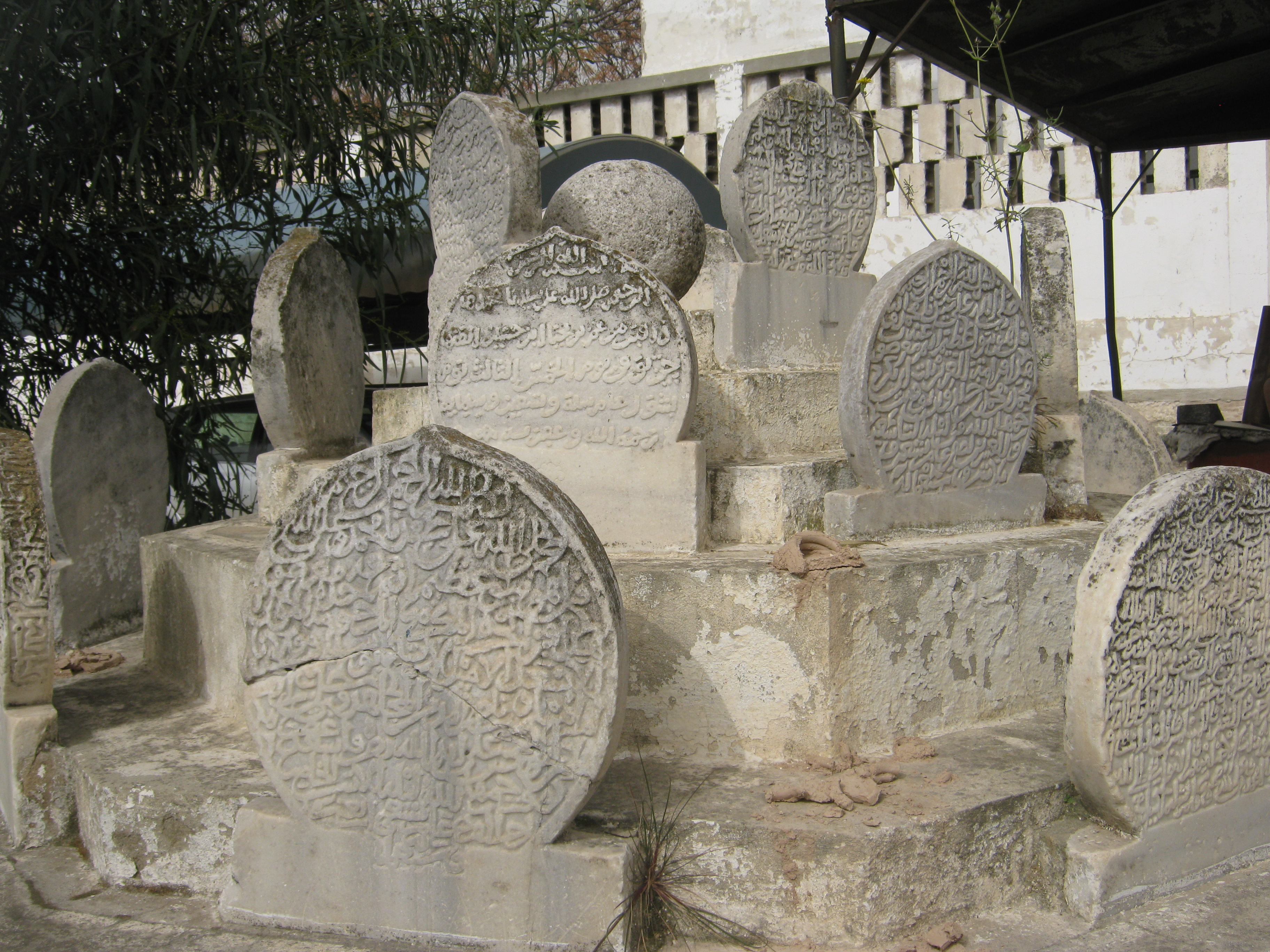
Caligrafía en las tumbas

## Museo

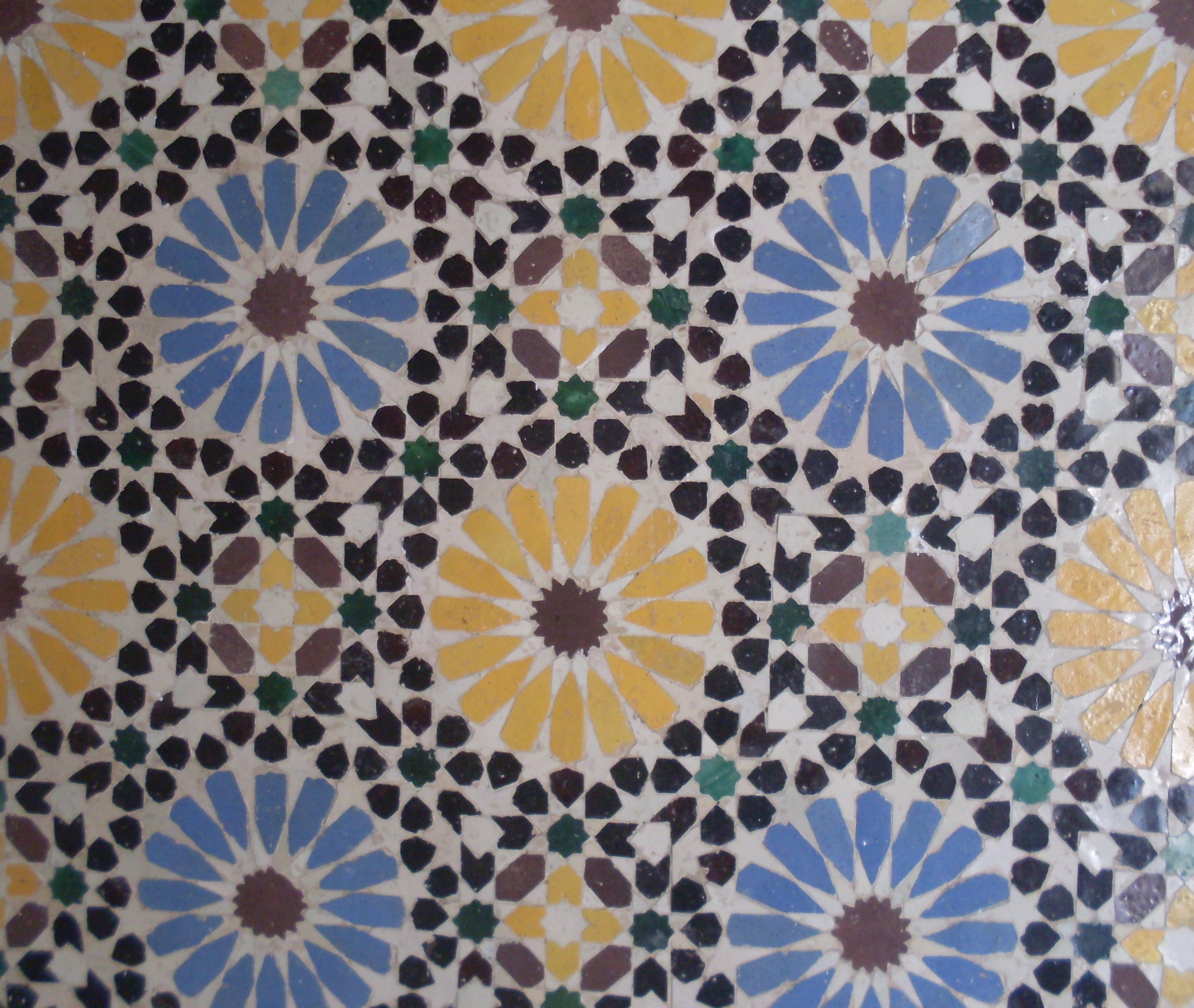
Ejemplo de fayenza presentada en el museo.

La zawiya alberga el Centro Nacional de la Cerámica, un museo inaugurado en 1992 que contiene una colección de cerámica y fayenza, tanto local como importada (por ejemplo, fina fayenza azul traída del Imperio otomano), así como antiguas estelas funerarias islámicas.
Algunas de las piezas más notables son una cerámica hafsí de la alcazaba de Raqqada y artesanía de Qallaline.